# Municipio Sorata
Das Municipio Sorata liegt im Departamento La Paz im südamerikanischen Anden-Staat Bolivien.

## Lage im Nahraum
Das Municipio Sorata ist eines von acht Municipios der Provinz Larecaja und liegt im zentralen südlichen Teil der Provinz. Es grenzt im Nordwesten an das Municipio Tacacoma, im Westen an die Provinz Muñecas, im Südwesten an das Municipio Combaya und an die Provinz Omasuyos, im Süden und Südosten an das Municipio Guanay, im Osten an das Municipio Tipuani und im Nordosten an das Municipio Mapiri.
Das Municipio misst in Nord-Süd-Richtung bis zu 50 Kilometer, in Ost-West-Richtung bis zu 70 Kilometer. Das Municipio hat 200 Ortschaften (localidades), der zentrale Ort des Municipios ist Sorata mit 2788 Einwohnern (Volkszählung 2012) im südwestlichen Teil des Municipios.

## Geographie
Das Municipio Sorata liegt in der Hochgebirgskette der Cordillera Real an den westlichen Ausläufern des Illampú-Massivs.
Die mittlere Durchschnittstemperatur des zentralen Ortes Sorata liegt bei 18 °C (siehe Klimadiagramm Sorata), der Jahresniederschlag beträgt etwas mehr als 600 mm. Die Region weist ein ausgeprägtes Tageszeitenklima auf, die Monatsdurchschnittstemperaturen schwanken nur unwesentlich zwischen gut 15 °C im Juni/Juli und gut 19 °C im November/Dezember. Die Monatsniederschläge liegen zwischen unter 25 mm in den Monaten Mai bis August und 100 bis 125 mm von Dezember bis Februar.

## Bevölkerung
Die Einwohnerzahl des Municipios Sorata ist zwischen 1992 und 2024 auf fast das Doppelte angestiegen:
| Jahr | Einwohner | Quelle       |
| ---- | --------- | ------------ |
| 1992 | 16.073    | Volkszählung |
| 2001 | 19.013    | Volkszählung |
| 2012 | 23.016    | Volkszählung |
| 2024 | 30.020    | Volkszählung |

Das Municipio hatte bei der letzten Volkszählung von 2024 eine Bevölkerungsdichte von 15 Einwohnern/km², die Lebenserwartung der Neugeborenen im Jahr 2001 lag bei 59,3 Jahren, die Säuglingssterblichkeit war von 9,6 Prozent (1992) auf 7,6 Prozent im Jahr 2001 gesunken, der Alphabetisierungsgrad bei den über 6-Jährigen betrug 69,2 Prozent.
63,4 Prozent der Bevölkerung sprechen Spanisch, 92,2 Prozent sprechen Aymara, und 1,1 Prozent Quechua. (2001)
77,3 Prozent der Bevölkerung haben keinen Zugang zu Elektrizität, 74,0 Prozent leben ohne sanitäre Einrichtung (2001).
56,6 Prozent der 6.149 Haushalte besitzen ein Radio, 8,7 Prozent einen Fernseher, 3,3 Prozent ein Fahrrad, 0,3 Prozent ein Motorrad, 2,0 Prozent ein Auto, 2,7 Prozent einen Kühlschrank, 0,6 Prozent ein Telefon. (2001)

## Politik
Ergebnis der Regionalwahlen (concejales del municipio) vom 4. April 2010:
| Wahl- berechtigte |  | Wahl- beteiligung | gültige Stimmen |  | M.P.S. | MAS-IPSP | ASP    | FPV    |
| ----------------- |  | ----------------- | --------------- |  | ------ | -------- | ------ | ------ |
| 8.719             |  | 7.537             | 5.504           |  | 2.169  | 1.677    | 1.020  | 638    |
|                   |  | 86,4 %            | 73,0 %          |  | 39,4 % | 30,5 %   | 18,5 % | 11,6 % |

Ergebnis der Regionalwahlen (elecciones de autoridades políticas) vom 7. März 2021:
| Wahl- berechtigte |  | Wahl- beteiligung | gültige Stimmen |  | J.A.LLALLA.L.P. | MAS-IPSP | MTS    | PBCSP  | SOL.BO | VENCEREMOS | FPV    |
| ----------------- |  | ----------------- | --------------- |  | --------------- | -------- | ------ | ------ | ------ | ---------- | ------ |
| 12.050            |  | 10.932            | 8.966           |  | 3.634           | 3.558    | 536    | 377    | 219    | 208        | 114    |
|                   |  | 90,72 %           | 82,02 %         |  | 40,53 %         | 39,68 %  | 5,98 % | 4,20 % | 2,44 % | 2,32 %     | 1,27 % |

## Gliederung
Das Municipio untergliederte sich bei der letzten Volkszählung von 2012 in die folgenden sieben Kantone (cantones):
- 02-0601-01 Kanton Sorata – 76 Gemeinden – 8.717 Einwohner (2001: 7.096 Einwohner)
- 02-0601-02 Kanton Chuchulaya – 24 Gemeinden – 2.310 Einwohner (2001: 1.819 Einwohner)
- 02-0601-03 Kanton Yani – 15 Gemeinden – 1.989 Einwohner (2001: 1.589 Einwohner)
- 02-0601-04 Kanton Ilabaya – 34 Gemeinden – 4.502 Einwohner (2001: 3.895 Einwohner)
- 02-0601-05 Kanton Obispo Bosque – 17 Gemeinden – 920 Einwohner (2001: 962 Einwohner)
- 02-0601-06 Kanton Ancoma – 18 Gemeinden – 2.795 Einwohner (2001: 2.208 Einwohner)
- 02-0601-07 Kanton San Antonio de Millipaya – 12 Gemeinden – 1.783 Einwohner (2001: 1.444 Einwohner)

## Ortschaften im Municipio Sorata
- Kanton Sorata
  - Sorata 2788 Einw.

- Kanton Chuchulaya
  - Chuchulaya 242 Einw.

- Kanton Yani
  - Ingenio 547 Einw. – Yani 378 Einw. – San Lucas 212 Einw.

- Kanton Ilabaya
  - Ilabaya 290 Einw.

- Kanton Ancoma
  - Cooco 722 Einw. – Ancoma Norte 256 Einw. – Ancoma Sur 203 Einw.

- Kanton San Antonio de Millipaya
  - Cañaviri 285 Einw.